# Creu dels Tres Regnes
La muntanya de la Creu dels Tres Regnes es troba a la rodalia del llogaret d'Arroyo Cerezo, que pertany al terme municipal de Castellfabib, a la comarca del Racó d'Ademús, província de València, al País Valencià.
La Creu dels Tres Regnes es localitza als últims contraforts dels Montes Universales i té una altura de 1.555 m. El seu nom es deu al fet que en aquest lloc es creuaven antigament les fronteres de tres regnes: Aragó, València i Castella. La tradició conta que a l'edat mitjana s'hi reunien el rei d'Aragó (que també ho era de València) i el de Castella per tal de solucionar els problemes.
El topònim dona nom actualment a un simposi-trobada de les terres frontereres al Racó: Simposi de la Creu dels Tres Regnes. La primera edició de l'esmentat simposi interregional va tenir lloc el juliol de 2008, a la Casa de Cultura de la vila d'Ademús, organitzat per la Universitat de València (Departament d'Història de l'Art) y la Universitat de Castella-La Manxa (Campus de Conca), promogut per l'Institut de Cultura i Estudis del Racó d'Ademús (ICERA), i patrocinat per l'Ajuntament d'Ademús.